# Loch Lomond (Florida)
Loch Lomond és un barri a la ciutat de Pompano Beach i un antic lloc designat pel cens (CDP) al comtat de Broward (Florida, Estats Units) amb 3.537 habitants en el cens del 2000. Segons l'Oficina del Cens el CDP tenia una superfície total de 0.6 km2 (0.23 sq mi) , tota la terra ferma.

## Demografia
En el cens de l'any 2000 al CDP hi havia 3.537 persones, 1.399 llars i 790 famílies, resultant-ne una densitat de 5.937,6 persones/km² (15.378 persones/mi²). Hi havia 1.559 habitatges amb una densitat mitjana de 2.617,1 hab./km² (6.778 unitats/mi²). El perfil racial del CDP era d'un 43,51% de blancs (un 29,7% eren blancs no hispans), un 30,36% d'afroamericans, un 0,51% de nadius americans, un 1,61% d'asiàtics, un 0,23% d'illencs del Pacífic, un 10,09% d'altres races i un 13,68% de dues o més races. Els hispans o llatins de qualsevol raça representaven el 24,63% de la població.
Hi havia 1.399 llars, en el 34,0% de les quals hi vivien menors de 18 anys, en el 30,0% hi vivien parelles casades vivint plegades, el 17,5% tenien una dona cap de família sense marit present i el 43,5% no eren famílies. El 28,9% de totes les llars estaven formades per una sola persona, i el 4,9% tenien algú que vivia sol que tenia 65 anys o més. De mitjana a les llars hi vivien 2,53 persones, augmentant a 3,09 pel que fa als habitatges ocupats per famílies.
Al CDP la població es distribuïa en les següents franges etàries: un 23,6% menors de 18 anys, un 13,6% de 18 a 24 anys, un 44,2% de 25 a 44 anys, un 14,1% de 45 a 64 anys i un 4,4% de 65 anys o més. L'edat mediana era de 30 anys. Per cada 100 dones, hi havia 120,0 homes. Per cada 100 dones de 18 anys o més, hi havia 125,6 homes.
La renda mediana per llar al CDP era de 23.646 dòlars, i la renda mediana familiar era de 23.365 dòlars. Els homes tenien una renda mediana de 21.660 dòlars enfront dels 16.202 dòlars de la de les dones. La renda per càpita del CDP era d'11.862 dòlars. Un 28,6% de les famílies i el 30,7% de la població estaven per sota del llindar de pobresa, entre aquests el 44,6% dels menors de 18 anys i el 3,6% dels majors de 65 anys.
L'any 2000 l'anglès era la llengua materna del 32,49% dels residents, mentre que el castellà l'era del 28,79%, el crioll haitià el 20,22%, el portuguès el 17,11% i el francès era la llengua materna de l'1,38% de la població.